# Химик (баскетбольный клуб)
БК «Химик» — баскетбольный клуб из причерноморского города Южный. 3-кратный чемпион и 2-кратный обладатель Кубка Украины, финалист Кубка вызова ФИБА. Обладатель ряда национальных рекордов. Команда «Химик-ОПЗ» создана в 1997 году, юридически самостоятельный клуб «Химик» — в 2001 году.

## Достижения

### Национальные
- Чемпион Украины 2014/15, 2015/16, 2018/19.
- Серебряный призёр чемпионата Украины 2013/14, 2016/17.
- Бронзовый призёр чемпионата Украины 2004/05, 2005/06, 2006/07, 2007/08, 2008/09, 2017/18.
- Победитель чемпионата Украины среди клубов высшей лиги 2001/02.
- Бронзовый призёр первенства Украины среди команд 1-й лиги 1999/00.
- Обладатель Кубка Украины 2015/16, 2019/20.
- Финалист Кубка Украины 2017/18.

### Международные
- Финалист Кубка вызова ФИБА 2005/06.

## Статистика выступлений
| Сезон   | Лига        | Место | Плей-офф         | Национальный кубок               | Выступления в Европе                 | Главный тренер                                         |
| ------- | ----------- | ----- | ---------------- | -------------------------------- | ------------------------------------ | ------------------------------------------------------ |
| 1997/98 | Первая лига | 10    |                  |                                  |                                      | Игорь Московченко                                      |
| 1998/99 | Первая лига | 9     |                  |                                  |                                      | Игорь Московченко                                      |
| 1999/00 | Первая лига | 3     |                  |                                  |                                      | Игорь Московченко                                      |
| 2000/01 | Высшая лига | 4     |                  |                                  |                                      | Сергей Пинчук                                          |
| 2001/02 | Высшая лига | 1     |                  | Кубок Украины — групповой этап   |                                      | Сергей Пинчук                                          |
| 2002/03 | Суперлига   | 6     | Четвертьфиналист | Кубок Украины — бронза           | Кубок вызова ФИБА — 1/2 финала       | Звездан Митрович                                       |
| 2003/04 | Суперлига   | 4     | Полуфиналист     |                                  | Кубок Европы ФИБА — 1/4 финала       | Звездан Митрович                                       |
| 2004/05 | Суперлига   | 3     | Бронза           |                                  | Евролига ФИБА — 1/8 финала           | Звездан Митрович                                       |
| 2005/06 | Суперлига   | 3     | Бронза           | Кубок Украины — 1/2 финала       | Кубок вызова ФИБА — Финал            | Звездан Митрович                                       |
| 2006/07 | Суперлига   | 3     | Бронза           | Кубок Украины — бронза           | Кубок Европы ФИБА — групповой этап   | Звездан Митрович → Жидрунас Жвинклис                   |
| 2007/08 | Суперлига   | 3     | Бронза           | Кубок Украины — 1/4 финала       | Кубок вызова ФИБА — 1/4 финала       | Дмитрий Базелевский                                    |
| 2008/09 | Суперлига   | 3     | Бронза           | Кубок Украины — 1/2 финала       | Кубок вызова ФИБА — групповой этап   | Дмитрий Базелевский → Владан Живкович → Оливер Попович |
| 2009/10 | Суперлига   | 10    |                  | Кубок Суперлиги — 1/4 финала     | Кубок вызова ФИБА — групповой этап   | Дмитрий Базелевский → Валентин Воронин                 |
| 2010/11 | Суперлига   | 12    |                  |                                  | Кубок вызова ФИБА — групповой этап   | Зоран Калпич → Виталий Усенко → Зоран Мартич           |
| 2011/12 | Суперлига   | 4     | Четвертьфиналист | Кубок Суперлиги — бронза         | Кубок вызова ФИБА — групповой этап   | Дарко Руссо                                            |
| 2012/13 | Суперлига   | 4     | Четвертьфиналист |                                  | Кубок вызова ФИБА — 1/4 финала       | Зоран Мартич → Звездан Митрович                        |
| 2013/14 | Суперлига   | 2     | Серебро          | Кубок Украины — 1/4 финала       | ЕвроКубок — 1/8 финала               | Карлис Муйжниекс                                       |
| 2014/15 | Суперлига   | 1     | Чемпион          | Кубок Украины — 1/2 финала       |                                      | Карлис Муйжниекс                                       |
| 2015/16 | Суперлига   | 1     | Чемпион          | Кубок Украины — обладатель кубка | Кубок Европы ФИБА — 1/4 финала       | Олег Юшкин → Виталий Степановский                      |
| 2016/17 | Суперлига   | 2     | Серебро          | Кубок Украины — 1/2 финала       | Лига чемпионов ФИБА — групповой этап | Виталий Степановский                                   |
| 2017/18 | Суперлига   | 4     | Бронза           | Кубок Украины — финал            | Кубок Европы ФИБА — групповой этап   | Виталий Степановский                                   |
| 2018/19 | Суперлига   | 1     | Чемпион          | Кубок Украины — 1/4 финала       |                                      | Виталий Степановский                                   |
| 2019/20 | Суперлига   | 4     |                  | Кубок Украины — обладатель кубка |                                      | Виталий Степановский                                   |